# Norwich School

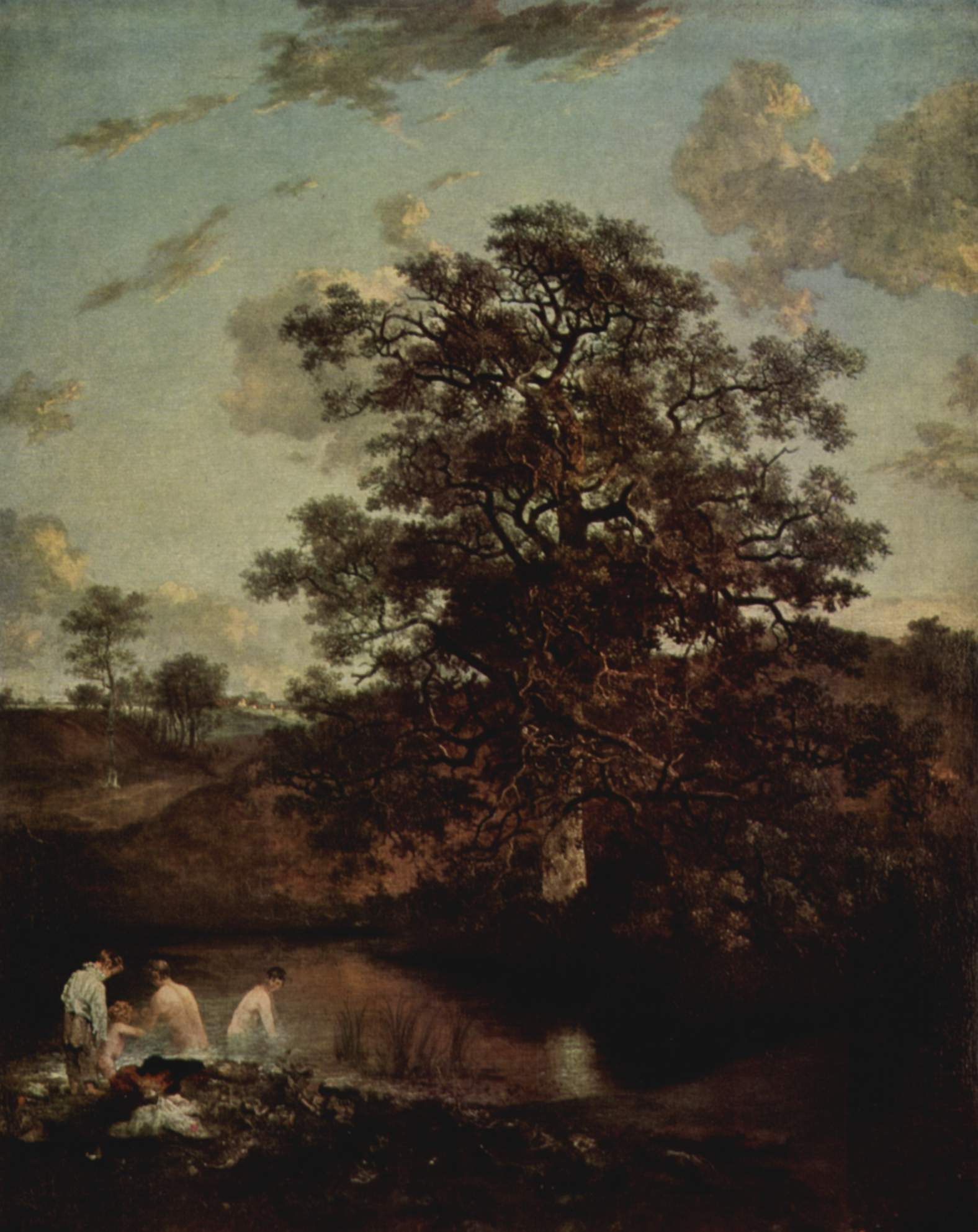
John Crome, Dąb z Poringlant, ok. 1818-20, Tate Gallery w Londynie.

Norwich School – lokalna szkoła malarstwa pejzażowego blisko związana w Norwich Society of Artists, utworzonym w 1803 w Norwich w Wielkiej Brytanii przez Johna Crome`a i Roberta Ladbrooke`a.
Stowarzyszenie zrzeszało malarzy pejzażystów posługujących się techniką olejną i akwarelą i malujących krajobrazy okolic Norwich. Jego czołowymi reprezentantami byli John Crome i John Cotman, którzy kolejno pełnili funkcję prezesów. W latach 1805 – 1825 organizowane były coroczne wystawy, które odbywały się w Benjamin Wrench`s Court, jednym z najstarszych budynków w Norwith. Po wyjeździe do Londynu drugiego prezesa Johna Cotmana (1834) stowarzyszenie przestało działać.
Artyści związani z Norwich School malowali pod wpływem malarstwa krajobrazowego mistrzów holenderskich, takich jak Jacob van Ruisdael i Meindert Hobbema. Obecnie ich prace zgromadzone są Norwitch Gallery i Tate Britain.